# Fiscal (kommunhuvudort)
Fiscal är en kommunhuvudort i Spanien.   Den ligger i provinsen Provincia de Huesca och regionen Aragonien, i den nordöstra delen av landet, 400 km nordost om huvudstaden Madrid. Fiscal ligger 767 meter över havet och antalet invånare är 308.
Terrängen runt Fiscal är huvudsakligen kuperad, men norrut är den bergig. Fiscal ligger nere i en dal.Runt Fiscal är det mycket glesbefolkat, med 2 invånare per kvadratkilometer. Närmaste större samhälle är Boltaña, 16,4 km öster om Fiscal. I omgivningarna runt Fiscal växer i huvudsak barrskog.